# Confederación de Norteamérica, Centroamérica y el Caribe de Voleibol
La Confederación de Norteamérica, Centroamérica y el Caribe de Voleibol (siglas: NORCECA) es una organización sin fines de lucro, responsable de todas las actividades de voleibol que se realicen en su zona. La NORCECA es la confederación continental que representa a sus 35 países miembros de la Federación Internacional de Voleibol (FIVB). La Confederación es responsable de, entre otras cosas, los campeonatos clasificatorios para los Juegos Olímpicos y campeonatos mundiales, así como los campeonatos continentales para hombres y mujeres y el voley playa. En el 2003, la NORCECA celebró su trigésimo quinto aniversario.

## Federaciones afiliadas
| Code | Country                              | Federation                                             |
| ---- | ------------------------------------ | ------------------------------------------------------ |
| AIA  | Anguila                              | Anguilla Volleyball Association                        |
| ANT  | Antillas Neerlandesas                | Netherlands Antilles Volleyball Bond                   |
| ATG  | Antigua y Barbuda                    | Antigua and Barbuda Volleyball Association             |
| ARU  | Aruba                                | Aruba Volleyball Association                           |
| BAH  | Bahamas                              | Bahamas Volleyball Association                         |
| BAR  | Barbados                             | Barbados Volleyball Association                        |
| BER  | Bermudas                             | Bermuda Volleyball Association                         |
| BIZ  | Belice                               | Belize Volleyball Association                          |
| CAN  | Canadá                               | Volleyball Canada                                      |
| CAY  | Islas Caimán                         | Cayman Islands Volleyball Federation                   |
| CRC  | Costa Rica                           | Federación Costarricense de Voleibol                   |
| CUB  | Cuba                                 | Federación Cubana de Voleibol                          |
| DMA  | Dominica                             | Dominica Volleyball Association                        |
| DOM  | República Dominicana                 | Federación Dominicana de Voleibol                      |
| ESA  | El Salvador                          | Federación Salvadoreña de Voleibol                     |
| GLP  | Guadalupe                            | Ligue Guadeloupe de Volleyball                         |
| GRN  | Granada                              | Grenada Volleyball Association                         |
| GUA  | Guatemala                            | Federación Nacional de Voleibol de Guatemala           |
| HAI  | Haití                                | Haití Volleyball Association                           |
| HON  | Honduras                             | Federación Hondureña de Voleibol                       |
| ISV  | Islas Vírgenes de los Estados Unidos | US Virgin Island Volleyball Association                |
| IVB  | Islas Vírgenes Británicas            | Bristish V.I. Volleyball Association                   |
| JAM  | Jamaica                              | Jamaica Volleyball Federation                          |
| LCA  | Santa Lucía                          | St. Lucia Volleyball Association                       |
| MEX  | México                               | Federación Mexicana de Voleibol                        |
| MTQ  | Martinica                            | Martinique Volleyball Federation                       |
| MSR  | Montserrat                           | Montserrat Volleyball Federation                       |
| NCA  | Nicaragua                            | Federación Nicaragüense de Voleibol                    |
| PAN  | Panamá                               | Federación Panameña de Voleibol                        |
| PUR  | Puerto Rico                          | Federación Puertorriqueña de Voleibol                  |
| SKN  | San Cristóbal y Nieves               | St. Kitts & Nevis Volleyball Federation                |
| SUR  | Surinam                              | Surinam Volleyball Federation                          |
| TRI  | Trinidad y Tobago                    | Trinidad & Tobago Volleyball Federation                |
| USA  | Estados Unidos                       | United States Volleyball Association                   |
| VIN  | San Vicente y las Granadinas         | Saint Vincent and the Grenadines Volleyball Federation |

## Competencias

### Torneos de selecciones nacionales

#### Competiciones masculinas
- Campeonato NORCECA de Voleibol
- Circuito NORCECA de Voley Playa
- Campeonato NORCECA de Voleibol Masculino Sub-21
- Campeonato NORCECA de Voleibol Masculino Sub-19
- Copa Panamericana de Voleibol Masculino
- Copa América de Voleibol

#### Competiciones femeninas
- Campeonato NORCECA de Voleibol Femenino
- Circuito NORCECA de Voley Playa
- Campeonato NORCECA de Voleibol Femenino Sub-20
- Campeonato NORCECA de Voleibol Femenino Sub-18
- Copa Panamericana de Voleibol Femenino
- Copa Final Four de Voleibol Femenino